# Rāhuri
Rāhuri är en ort i Indien.   Den ligger i distriktet Ahmadnagar och delstaten Maharashtra, i den centrala delen av landet, 1 100 km söder om huvudstaden New Delhi. Rāhuri ligger 511 meter över havet och antalet invånare är 36 885.
Terrängen runt Rāhuri är platt. Runt Rāhuri är det tätbefolkat, med 286 invånare per kvadratkilometer. Det finns inga andra samhällen i närheten. Trakten runt Rāhuri består till största delen av jordbruksmark.